# 黄威 (清朝)
黄威（?—?），又名黄位，绰号“牛皮位”，清朝咸丰年间福建闽南小刀会起义领袖。

## 生平
本是灌口小商人，以贩卖牛皮为业。1853年太平天國曆四月八日夜晚，他响应太平天国，和义弟黄德美等在海澄率众起义，攻克漳州、同安、厦门、漳浦，击毙总兵曹三祝。四月二十六日，黄威在厦门自称“汉大明统兵大元帅”，推舉黃德美為“大统领”，宣布在其占领区内免除苛捐杂税，并计划与太平天国联合，但未成。他直接影响了刘丽川领导的上海小刀会起义。当时黄威与林万青的红钱会起义，林恭的台湾天地会起义，互相呼应，同用“天德”年号。在清兵反击下，十月七日厦门失守，黄德美突圍退到海龍溪縣烏嶼橋被俘杀，黄威乘船艇退到海上，又经历了五年的游击，咸丰八年（1858年），黄威撤往安南（今越南），后转渡印度尼西亚。